# Łątczyn
Łątczyn (też: Łątczyn Szlachecki) – wieś sołecka w Polsce położona w województwie mazowieckim, w powiecie ostrołęckim, w gminie Troszyn.
Wierni Kościoła rzymskokatolickiego należą do parafii św. Wawrzyńca w Kleczkowie.

## Historia
W latach 1921–1939 wieś leżała w województwie białostockim, w powiecie ostrołęckim, w gminie Troszyn.
Według Powszechnego Spisu Ludności z 1921 roku wieś zamieszkiwały 564 osoby, 538 było wyznania rzymskokatolickiego, a 26 mojżeszowego. Jednocześnie 564 mieszkańców zadeklarowało polską przynależność narodową, a 26 żydowską. Były tu 93 budynki mieszkalne. Miejscowość należała do parafii rzymskokatolickiej w Kleczkowie. Podlegała pod Sąd Grodzki w Ostrołęce i Okręgowy w Łomży; właściwy urząd pocztowy mieścił się w Kleczkowie.
W wyniku agresji III Rzeszy na Polskę we wrześniu 1939 roku wieś znalazła się pod okupacją niemiecką i przez cały jej okres wchodziła w skład Landkreis Scharfenwiese, Regierungsbezirk Zichenau III Rzeszy.
Do 2005 r. - istniały wsie: Łątczyn Szlachecki i Łątczyn Włościański